# Strumiany (województwo łódzkie)
Strumiany – wieś w Polsce położona w województwie łódzkim, w powiecie sieradzkim, w gminie Burzenin.
W latach 1975–1998 miejscowość położona była w województwie sieradzkim.
Przez miejscowość przebiega droga wojewódzka nr 480.

## Położenie
Wieś leży przy drodze do Widawy na prawym brzegu Warty. Zamieszkują ją 294 osoby w 64 gospodarstwach. Funkcjonuje tu Gminny Ośrodek Sportu i Rekreacji, sklepy, punkt wymiany butli z gazem, firma transportowa, piekarnia, skład węgla i materiałów budowlanych.